# Albvorlandtunnel
Der Albvorlandtunnel ist ein 8.174 m (Streckenkilometer 30,168 bis 38,342) langer Eisenbahntunnel der Schnellfahrstrecke Wendlingen–Ulm in Baden-Württemberg. Er unterfährt unter anderem den Stadtteil Lindorf der Stadt Kirchheim unter Teck sowie die Bundesautobahn 8 mit der Anschlussstelle Kirchheim-Ost im Bereich des Gewerbegebietes Dettingen unter Teck. Das Bauwerk zählt zum 11 km langen Planfeststellungsabschnitt 2.1a/b der Neubaustrecke. Der durchgehend mit 250 km/h befahrbare Tunnel ist einer der 10 längsten Eisenbahntunnel Deutschlands. Unweit westlich des Tunnels schließt sich die in Bau befindliche Schnellfahrstrecke Stuttgart–Wendlingen an, über die Nordröhre wird außerdem die Güterzuganbindung erreicht.
Die Nordröhre mit Anschluss an die Güterzuganbindung wurde im Dezember 2022 eröffnet und wird von Personenzügen in beiden Richtungen befahren. Der Vollbetrieb in beiden Röhren soll Dezember 2026 mit der Eröffnung der Schnellfahrstrecke Stuttgart–Wendlingen beginnen. 
Eine Überleitstelle für Züge, die von der Güterzuganbindung auf das Richtungsgleis nach Ulm fahren, war ursprünglich im westlichen Bereich des Tunnels vorgesehen. Aus Brandschutzgründen wurde eine Verbindung zwischen den beiden Röhren nicht realisiert, sondern stattdessen die Überleitstelle hinter dem östlichen Tunnelportal errichtet. 

## Verlauf
Das laut Planung 8176 m lange Bauwerk liegt zwischen den Baukilometern 26,077 und 34,253, es liegt dabei im Bereich der Gemarkungen Wendlingen am Neckar, Kirchheim unter Teck, Lindorf und Dettingen unter Teck. Das Bauwerk unterquert dabei unter anderem die Bundesautobahn 8 in einem schleifenden Schnitt (km 32,259 bis ca. 33,9). Daneben werden eine Hochdruckgasleitung und eine NATO-Treibstoffleitung unterfahren.
Die Gradiente steigt zum Ostportal durchgehend in wechselnden Steigungen an.
Der Tunnel durchquert Schichten des Unteren und Mittleren Schwarzjuras. Die größte Überdeckung liegt bei etwa 65 m. Die geringste Überdeckung beträgt 9,50 m. Es werden Wasserdrücke bis etwa 45 Meter Wassersäule erwartet. Dammringe sollen die Längsläufigkeit des Grundwassers verhindern.
An beiden Portalen sind 50 bzw. 80 m lange Bauwerke mit 6 bis 9 m² großen seitlichen Öffnungen gegen den Tunnelknall geplant (km 26,077 bis 26,127 bzw. 34,173 bis 34,253).

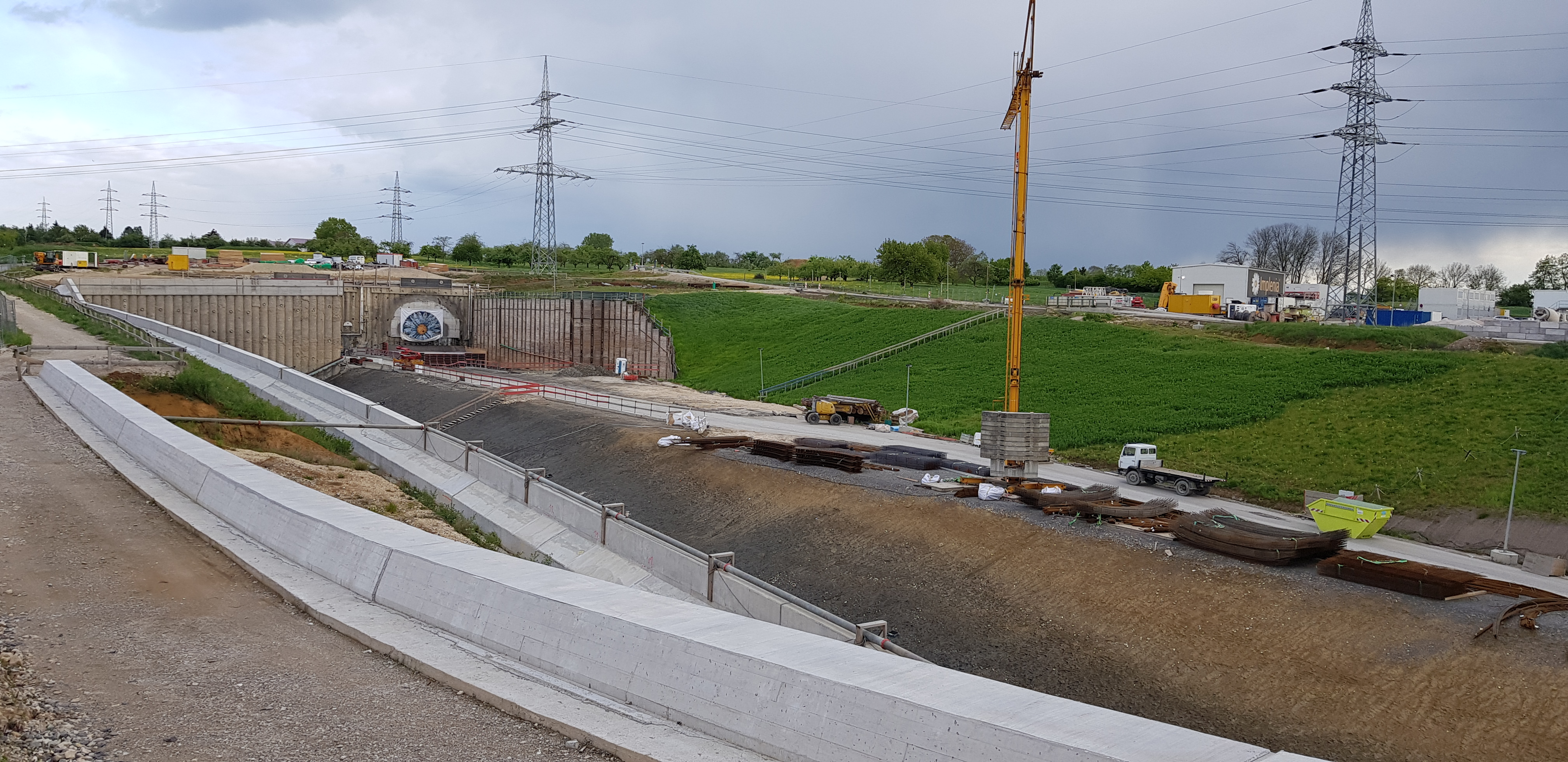
Blick auf das im Bau befindliche Westportal des Albvorlandtunnels. Die Güterzuganbindung wird im linken (nördlichen) Bereich, parallel zur Nordröhre, einfädeln (Bauzustand Mai 2019).

Die Güterzuganbindung aus Wendlingen verläuft im westlichen Portalbereich des Albvorlandtunnels in einer eigenen, 203 m langen Tunnelröhre und fädelt anschließend in das Gleis Ulm–Stuttgart des Albvorlandtunnels in einen trompetenförmigen Aufweitungsbereich (km 26,250 bis ca. 26,300) ein. Die zulässige Geschwindigkeit liegt dabei zwischen 80 und 100 km/h. Darüber Richtung Ulm einfädelnde Züge müssen den Tunnel ab der Einfädelung komplett im Gegengleis befahren und können erst nach dem Ostportal in das Regelgleis nach Ulm wechseln.
Die beiden eingleisigen Röhren werden durch Querschläge von 14 bis 24 m Länge, 4,6 m Breite und 4,0 m Höhe miteinander verbunden.
Eine optimierte Trassierung hätte im Tunnel 300 km/h zugelassen. Am Westportal wären in einer Variante für 290 km/h seitliche Verschiebungen von bis zu 2 cm erforderlich gewesen.

## Geschichte

### Planung
Nach dem Planungsstand von 1991 war ein kurzer Tunnel vorgesehen, der östlich von Oberboihingen nach Unterquerung der Bundesstraße 297 westlich von Dettingen unter Teck enden sollte. Anschließend sollte die Trasse bis Weilheim an der Teck oberirdisch verlaufen. Die Güterzuganbindung sollte vor dem Ostportal des Tunnels in die Neubaustrecke Richtung Ulm einfädeln.
Nach dem Planungsstand von 1995 war der Tunnel mit einer Länge von 4910 m vorgesehen. 2004 war eine Länge von rund 7,9 km vorgesehen. 2007 lag die geplante Länge bei 8175 m.
Später war das Bauwerk mit einer Länge von knapp 10 km geplant. Dem Bauwerk soll westlich ein Damm vorgelagert werden.
Der Erörterungstermin fand im Januar 2010 statt. Mitte Februar 2012 legte die Deutsche Bahn dem Eisenbahn-Bundesamt Unterlagen für die nunmehr sechste Planänderung vor. Vom 12. März bis 11. April 2012 lagen die geänderten Pläne aus. Gegenüber der vorherigen Planung entfiel dabei unter anderem eine bis dahin über den westlichen Voreinschnitt geplante Brücke der Steigäckerstraße und wurde (neu) durch einen Geh- und Radweg über das Westportal ersetzt. Im Laufe des 2009 begonnenen und im März 2014 abgeschlossenen Anhörungsverfahrens wurde der Zwischenangriff Salzäcker aus der Planung genommen und die Baustelleneinrichtungsfläche am Westportal von Wohnbebauung abgerückt.
Im Rahmen einer um 2012 vorgenommenen Planänderung wurde eine zwischen den Kilometern 26,6 und 26,9 vorgesehene, mit 80 km/h befahrbare Güterzugüberleitverbindung aus der Planung genommen und durch eine mit 100 km/h befahrbare Überleitstelle östlich des Tunnels ersetzt (km 34,8 bis 35,2). Die Überleitung im Tunnel war von den angehörten Fachbehörden als kritisch eingestuft worden, u. a. bestanden Zweifel an der Rauchdichtigkeit der Tore, insbesondere im Bereich der Oberleitung. Das vorgesehene zweiflüglige Drehflügeltor sollte nur im Ereignisfall geschlossen werden. Laut Angaben der Deutschen Bahn lasse eine Anpassung des Brandschutz- und Rettungskonzeptes eine solche Verbindung im Tunnel nicht zu. Die Verlegung des Gleiswechsels ist Teil eines 89 Millionen Euro umfassenden Optimierungspaketes an der Neubaustrecke. Eine 2020 verfasste Planänderung sieht nunmehr eine Geschwindigkeit von 160 km/h auf der entsprechenden Gleisverbindung vor.
In einem internen Papier von Anfang März 2012 rechnete die Deutsche Bahn unter Umständen mit dem Planfeststellungsbeschluss im Abschnitt 2.1 ab im Jahr 2014, mit dem Baubeginn im Jahr 2015 und mit der Inbetriebnahme der Neubaustrecke im Dezember 2021. Die Deutsche Bahn rechnete im Mai 2012 mit dem Planfeststellungsbeschluss für Ende September 2012. Mitte 2013 rechnete sie mit dem Planfeststellungsbeschluss spätestens im Jahr 2014. Im Frühjahr 2014 erwartete sie ihn bis Anfang 2015. Nach der Ausführungsplanung sollten die Bauarbeiten im Jahr 2016 beginnen.
Der Planfeststellungsbeschluss erging schließlich zum 23. März 2015. Seit dem 1. Juni 2015 ist er rechtskräftig.

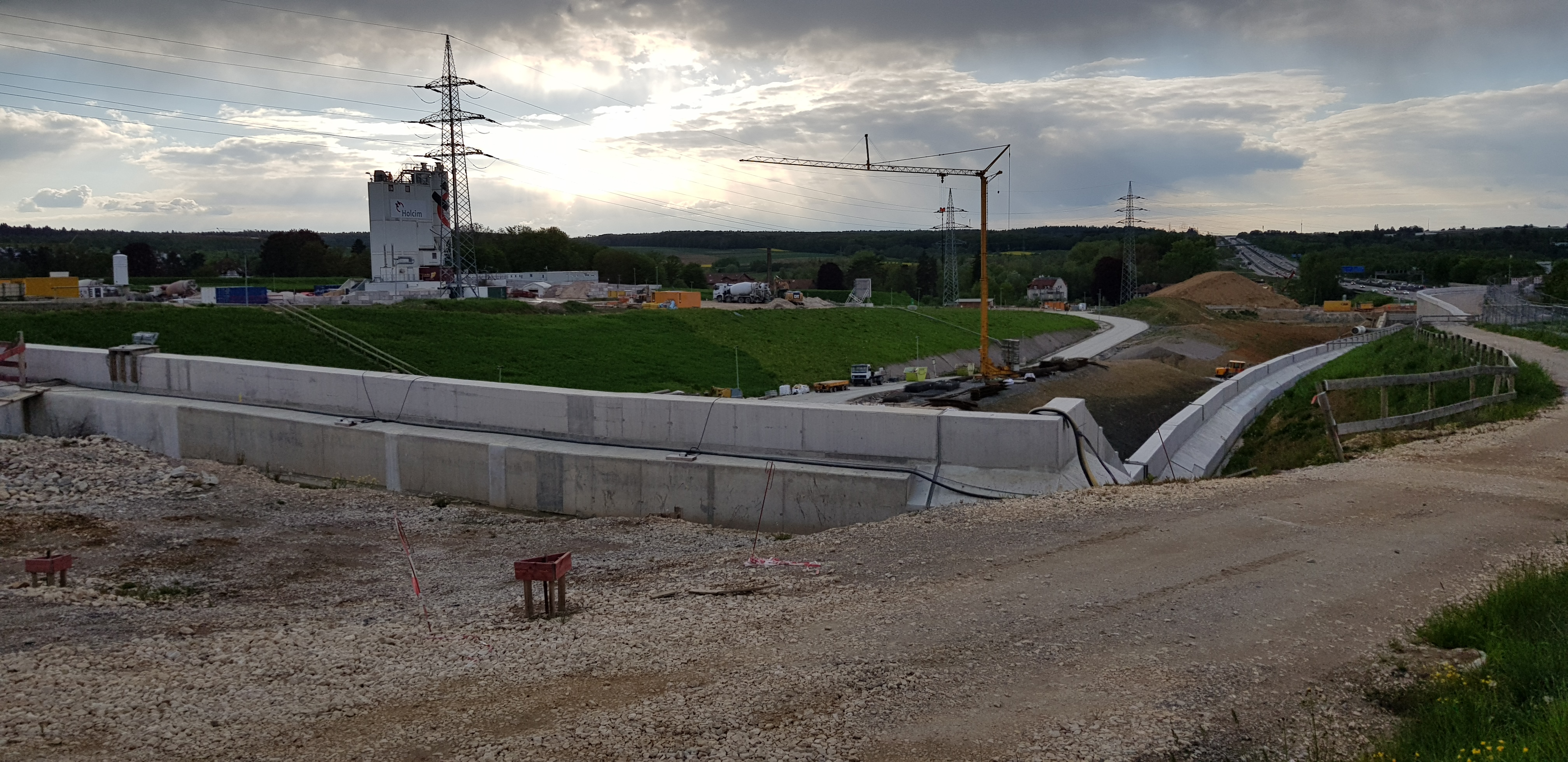
Blick vom Westportal des im Bau befindlichen Albvorlandtunnels im Mai 2019. Das nördliche Gleis der Wendlinger Kurve wird zwischen Schnellfahrstrecke Wendlingen–Ulm und Güterzuganbindung geführt und vor der Neckarbrücke (im Hintergrund) in die Strecke nach Stuttgart einfädeln.

In der 2016/2017 durchgeführten Machbarkeitsstudie zur Großen Wendlinger Kurve wurde in einer Variante (Variante 6) eine unterirdische Ausfädelung aus dem Albvorlandtunnel Richtung Oberboihingen vorgeschlagen. In den meisten weiteren Varianten, darunter beide Vorzugsvarianten, unterquert das Gleis der Großen Wendlinger Kurve den westlichen Voreinschnittsbereich des Albvorlandtunnels.
Nachdem baubegleitende eingesetzte Fachgutachter im Bereich des zukünftigen Westportals mehr und weiter verteilte Vorkommen von Eidechsen entdeckt hatten, wurde eine Planänderung notwendig. Diese wurde mit Datum vom 31. März 2017 genehmigt. Damit habe sich der Baubeginn bei manchen Maßnahmen um bis zu 18 Monate verzögert.
Aufwendige Planänderungsverfahren für den Artenschutz im Albvorland wurden im Januar 2018 zur Begründung einer auf 2022 verschobenen Inbetriebnahme der Neubaustrecke angegeben.
Die Planung und Realisierung des Tunnels erfolgt mit Building Information Modeling.

### Ausschreibung und Vergabe
Planung und Bau des Tunnels wurden am 13. Februar 2015 ausgeschrieben. Die Angebote sollten bis zum 20. März 2015 eingehen.
An dem Teilnahmewettbewerb zur europaweiten Ausschreibung beteiligten sich acht Bieter. Der Auftrag, der auch den Bau der Güterzuganbindung und der Kleinen Wendlinger Kurve umfasst, wurde am 18. Dezember 2015 für 378 Millionen Euro an Implenia vergeben. Im Oktober 2018 lag der Auftragswert, nach Nachträgen, bei 482 Mio. Euro.
Die vorgesehene Vertragslaufzeit für die Baufertigstellung beträgt 46 Monate.

### Bau
Im Zuge der Bauvorbereitung wurden die Bonackerhöfe (Aussiedlerhöfe zwischen Wendlingen und Lindorf) abgebrochen.
Entsprechend der Verschiebung der Planfeststellung verzögerte sich auch der geplante Baubeginn mehrfach von ursprünglich (Stand: 2012) Mitte 2014 auf Anfang 2016. Als eine der ersten Maßnahmen sollte dabei die Umfahrung der Steigäckerstraße (im Bereich des Westportals) entstehen.
Ein ab 2017 vorgesehenes Informationszentrum bei Wendlingen wurde aus Kostengründen nicht realisiert. Am Westportal sollte stattdessen ein Aussichtspunkt entstehen.
Von 3,2 Millionen Kubikmetern Ausbruchsmaterial sollten 1,9 Millionen Kubikmeter zu Lärmschutzwällen aufgeschüttet werden. Der zwischen den Stadtteilen Lindorf und Ötlingen vorgesehene Wall wurde nach einer Einwendung des Kreisbauernverbandes Esslingen, der sich mit Verweis auf knappes Ackerland gegen diese Wälle aussprach, Ende 2010 durch das Regierungspräsidium Stuttgart verworfen. Stattdessen wurde nun geplant, das Aushubmaterial weitgehend über die A 8 abzutransportieren. Der geplante Wall sollte bei einer Breite von 90 m eine Höhe von bis zu 18 m erreichen. Durch den Verzicht auf den Wall blieben rund 20 Hektar landwirtschaftliche Anbaufläche erhalten.
Die Deutsche Bahn erwog 2015, eine Tunnelbohrmaschine (TBM) für den Bau des Tunnels einzusetzen. Bei konventionellem Vortrieb sollte auf Höhe der Autobahnausfahrt Kirchheim-West ein 314 m langer Zwischenangriff entstehen, der Vortrieb in beiden Richtungen erfolgen und der Abraum über ein 3,8 km langes Förderband entlang der Autobahn abtransportiert werden.
Für den Bau kamen letztlich zwei TBM zum Einsatz. Beide Maschinen trieben jeweils eine Röhre vom Ostportal Richtung Westen vor. Während die Maschine in der Südröhre dabei bis zum Westportal fuhr, sollten in der Nordröhre die letzten rund 200 m mit dem Einbindungsbereich der Güterzuganbindung im Gegenvortrieb (vom Westportal) konventionell gebaut werden. Die Schneidräder der TBM hatten einen Durchmesser von 10,87 Meter, sie waren rund 120 m lang, wogen 2300 t und hatten eine Leistung von jeweils 4400 kW. Das größte Einzelstück war der Antrieb mit einem Gewicht von 220 t. Die von Herrenknecht gebauten Maschinen wurden im März 2017 von Implenia abgenommen. Der Preis pro Maschine betrug 15 Mio. €. Anschließend wurden die Maschinen in zerlegtem Zustand nach Kirchheim unter Teck transportiert und dort wieder zusammengebaut. Zum Aufbau der Maschinen wurde ein 1200 t Spezialkran aufgebaut, dessen Anlieferung eine halbe Million Euro gekostet hat. Die Vortriebsarbeiten begannen am 6. Oktober 2017.
Die für den Tunnelausbau benötigten 54.000 Tübbinge wurden in einem eigenen Werk nördlich der Autobahn 8 gefertigt. Dazu wurde in sieben Monaten eine 172 m lange, 36 m breite und 12 m hohe Halle im Gewerbegebiet Kirchheim errichtet. Tübbinge benötigen eine Trocknungszeit von 28 Tagen. Der Technische Ausschuss des Dettinger Gemeinderats erteilte die Zustimmung, südlich der A 8 einen knapp 15000 Quadratmeter großen Lagerplatz für die Trocknung der Tübbinge anzulegen.
An der A 8 waren sechs vorübergehende Anschlussstellen für den Baustellenverkehr vorgesehen.
Die Autobahnüberführung, die Kirchheim unter Teck mit dem Ortsteil Nabern verbindet, wurde während der Bauzeit für die Allgemeinheit gesperrt. Für Fußgänger und Radfahrer wurde eine Brücke weiter westlich errichtet, sie wurde am 10. April 2017 freigegeben.
Im Sommer 2017 wurde auf der Gemarkung Dettingen ein Feldweg auf einer Strecke von 1200 Metern zu einer Baustellenstraße ausgebaut. Sie verband die Baustelle mit der B 465. Zusätzlich wurde eine Ampelanlage an der B 465 installiert. Eine bauzeitliche Auffahrt auf die Bundesautobahn 8 wurde aufgrund gehäufter Unfälle umgebaut.
Die Maschinen trugen die Bezeichnungen S-1024 und S-1025. Im Sommer 2017 beteiligten sich insgesamt 568 Leser des Teckboten und der Nürtinger Zeitung an einem Namenswettbewerb für die beiden Maschinen. Die Siegernamen waren Sibylle und Wanda. Der Name Sibylle nimmt Bezug auf Sibylle von der Teck. Der Name Wanda ist ein Akronym für Wendlingen am Neckar durchs Albvorland.

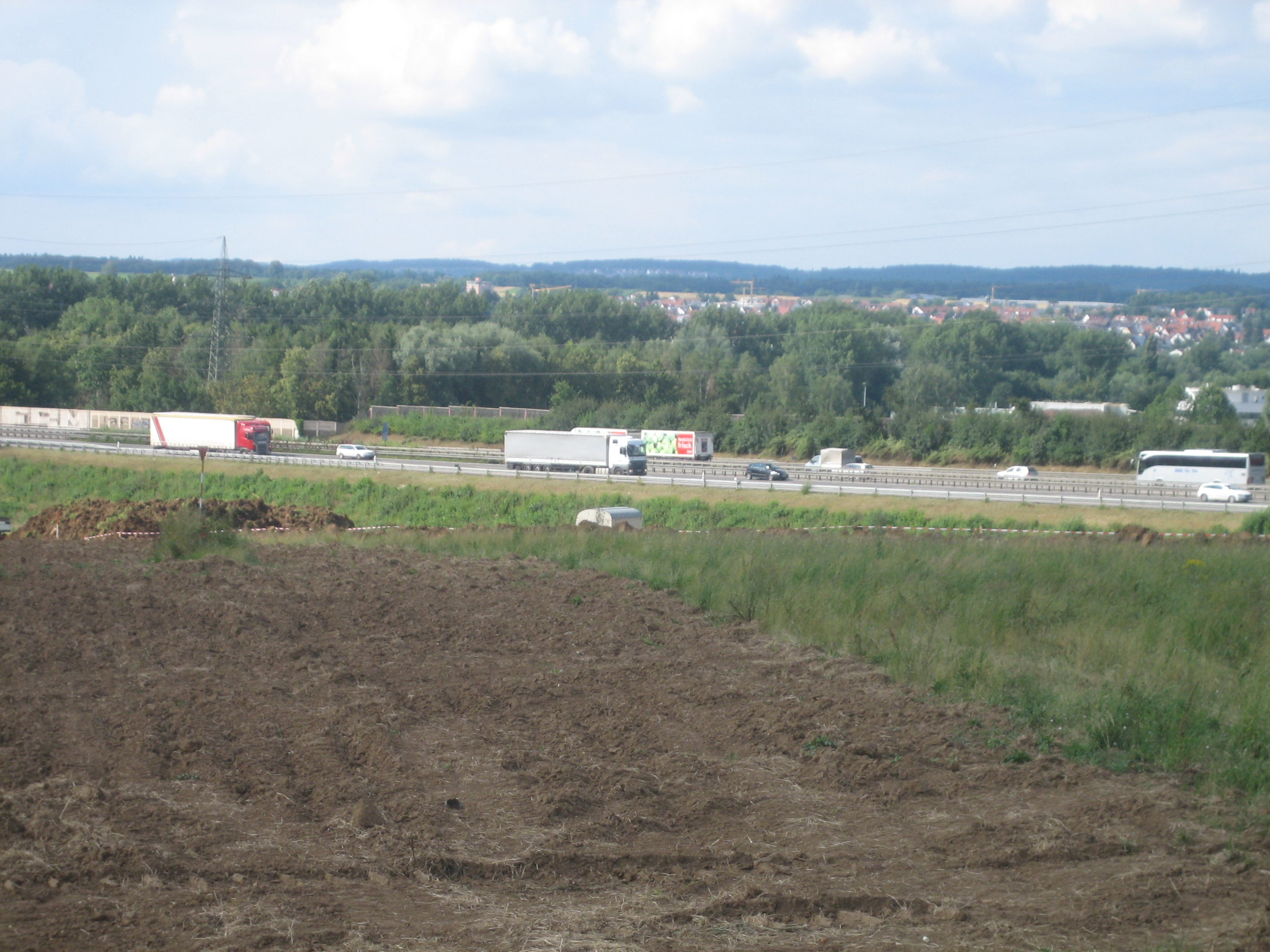
Baustelleneinrichtung Bereich Westportal (Juli 2016). Im Hintergrund die A8.
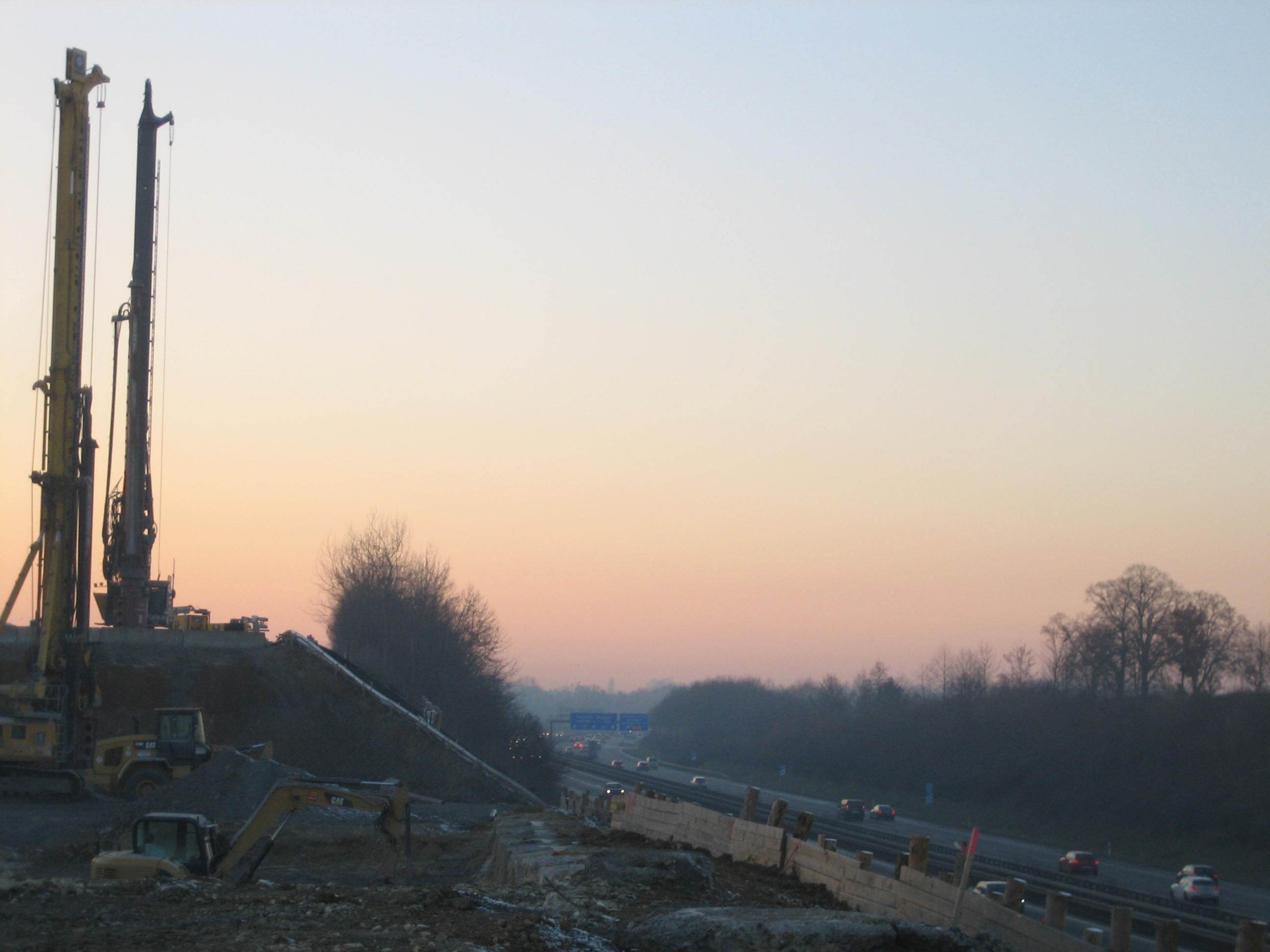
Die Baustelle im Januar 2017, rechts die A 8
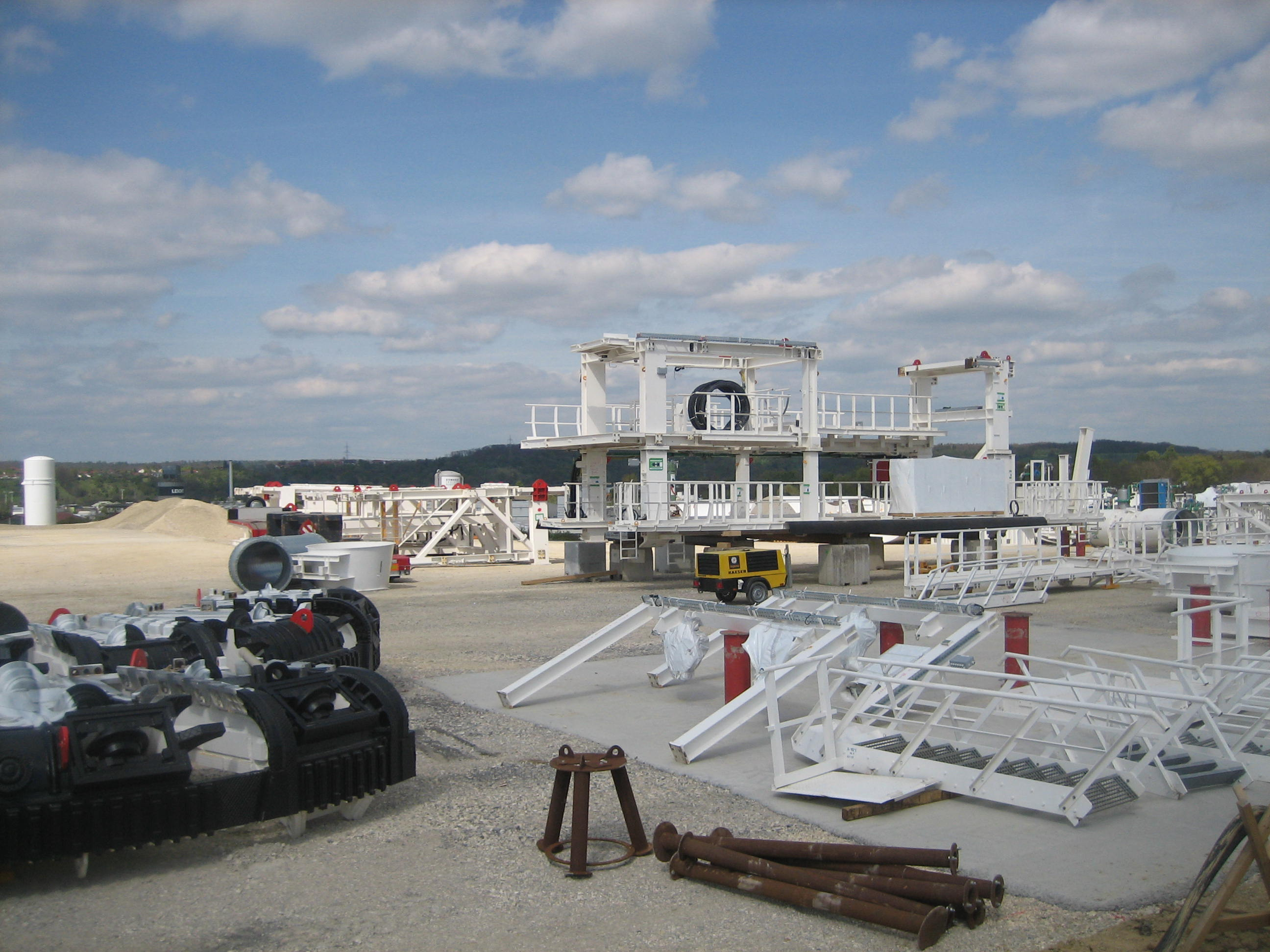
Tunnelbohrmaschine vor Zusammenbau (April 2017)
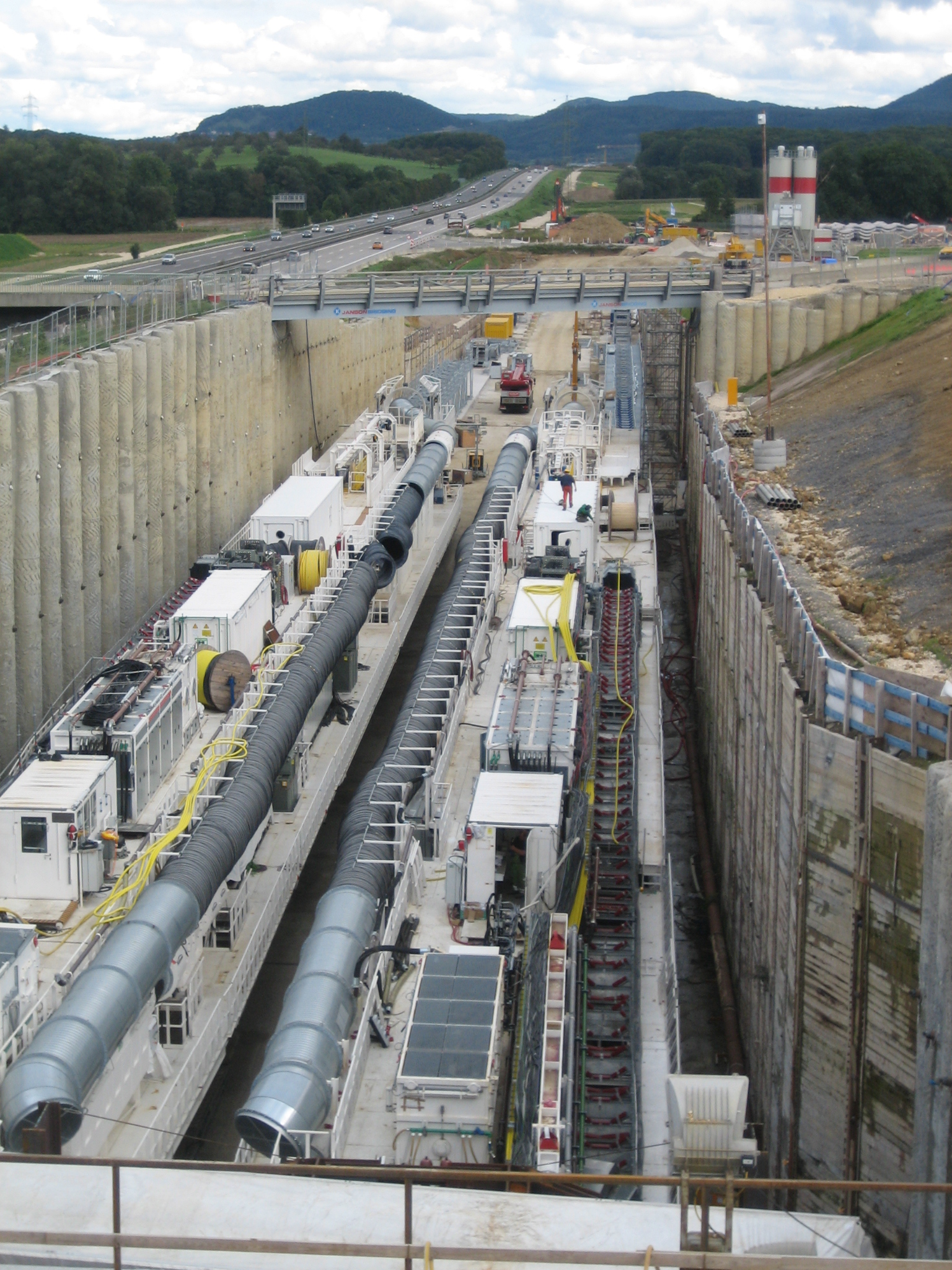
Tunnelbohrmaschinen am Ostportal (September 2017)
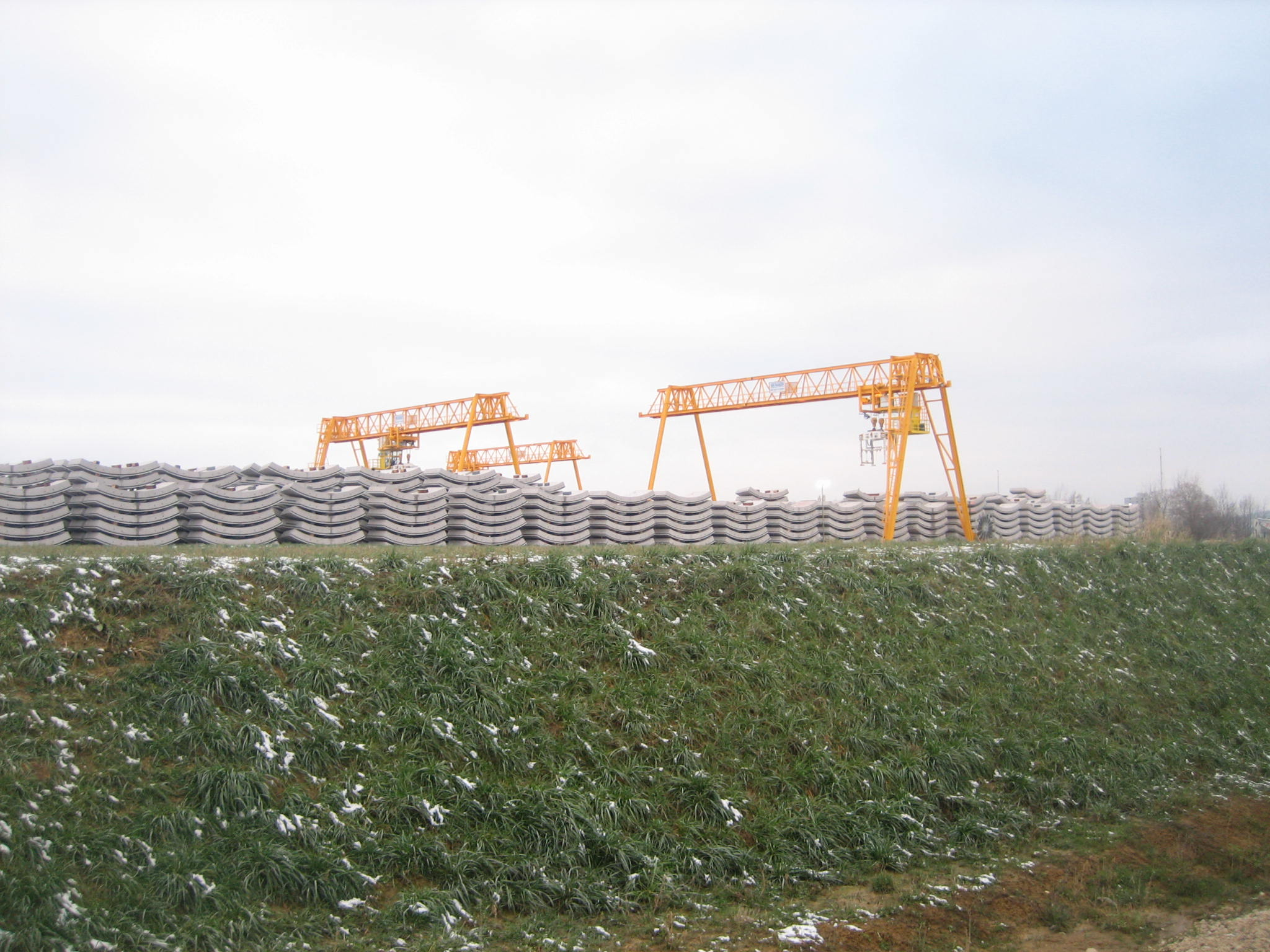
Lagerplatz für Tübbinge (Februar 2018)

Der symbolische Baustart fand am 6. Oktober 2017 statt. Es sprachen unter anderem Bahnvorstand Ronald Pofalla, der baden-württembergische Justizminister Guido Wolf sowie der parlamentarische Staatssekretär Norbert Barthle. Tunnelpatin ist die baden-württembergische Wirtschaftsministerin Nicole Hoffmeister-Kraut; der Tunnel wird damit während seiner Bauzeit auch als Nicole-Tunnel bezeichnet. Im Anschluss an die Reden taufte Hoffmeister-Kraut die beiden Maschinen. Beim Tag der offenen Baustelle, am 7. Oktober 2017, informierten sich mehr als 10.000 Menschen. Dabei wurden auch Führungen über die beiden Tunnelbohrmaschinen angeboten.
Von 2017 bis 2021 fanden insgesamt 289 Baustellenführung am Tunnel statt.
Der Vortrieb der Südröhre wurde am 9. November 2017 begonnen, der Vortrieb der Nordröhre sollte „wenige Wochen“ später beginnen. Tatsächlich begann der Vortrieb der Nordröhre im Januar 2018. Ende Juni 2018 wurde die Unterfahrung der Autobahn abgeschlossen.
Jede der beiden Maschinen sollte etwa 20 Meter pro Tag vortreiben. Während der Bauzeit sollten rund 700 Menschen an dem Tunnel arbeiten, darunter 50 Mineure und rund 80 Ingenieure.
Ende September 2018 wurde bei der Tübbingproduktion das „Bergfest“ gefeiert. Dauerte die Produktion eines Tübbingsegments anfangs noch mehr als eine halbe Stunde, lag dieser Wert zur Halbzeit bei guten Bedingungen unter zehn Minuten.
Im Oktober 2018 hatten die Tunnelbohrmaschinen die Hälfte der Strecke zurückgelegt. Die Maschinen befanden sich im Bereich zwischen Rabailen und dem Kirchheimer Teilort Lindorf.
Aufgrund eines unerwartet hohen Pyrit-Anteils beim Vortrieb des Albvorland- und des Boßlertunnels sieht die Deutsche Bahn Kostenrisiken in Höhe von 140 Millionen Euro. Beim Albvorlandtunnel fielen rund vier Millionen Tonnen pyrithaltigen Aushubmaterial an. Der Tonstein wird teilweise verdichtet eingebaut, um den Austritt des Sulfats zu vermindern, teils in der Tonziegelproduktion verwendet.
Der Vortrieb sollte im Frühjahr 2019 abgeschlossen werden. Tatsächlich wurde der Abschluss des maschinellen Vortriebs am 29. Oktober 2019 gefeiert. Damit war der Tunnelvortrieb der Neubaustrecke nahezu abgeschlossen.
Der Gleisbau sollte 2021 erfolgen.

### Betrieb
Zum Fahrplanwechsel im Dezember 2022 wurde der kommerzielle Betrieb in der nördlichen Röhre aufgenommen. Die südliche Röhre soll mit der kommerziellen Inbetriebnahme von Stuttgart 21 im Jahr 2026 folgen.
Der aktuell nur eingleisig befahrene Tunnel schränkt die Leistungsfähigkeit der Schnellfahrstrecke zwar ein, insgesamt führte die Inbetriebnahme jedoch zu einer Stabilisierung des Betriebsgeschehens zwischen Stuttgart und Ulm bei gleichzeitig deutlich höherer Gesamtkapazität im Vergleich zur Altstrecke.

## Technik
Im Tunnel werden eine Festen Fahrbahn, ETCS Level 2 (mit einzelnen Ks-Signalen zum ETCS-Ein- und Ausstieg, diversen Blockkennzeichen sowie dem Zufahrtsicherungssignal von der Güterzuganbindung Richtung Ulm) sowie eine Kettenwerks-Oberleitung vom Typ Re 330 eingesetzt. Im Bereich der Anbindung der Güterzuganbindung wurde eine Deckenstromschiene eingebaut.
Im Tunnel (km 31) liegt eine Heißläufer- und Festbremsortungsanlage.

## Sicherheitskonzept
Beide Röhren sind mit einer Tunnelsicherheitsbeleuchtung ausgerüstet, die in Handläufe integriert ist und bei Bedarf auch von Triebfahrzeugführern eingeschaltet werden kann. Rettungszeichen und Richtungspfeile zeigen den kürzesten Fluchtweg zu einem sicheren Bereich. Vor beiden Portalen sind Rettungsplätze mit einer Grundfläche von rund 1500 m² angeordnet.
Planfestgestellt und beauftragt waren ursprünglich trockene Löschwasserleitungen. 2018 wurde eine Umstellung auf teilbefüllte Löschwasserleitungen bekannt.

## Kosten
Die in einem Zeitungsbericht im April 2014 kommunizierten Kosten von etwa 270 Millionen Euro hielt die Bundesregierung Mitte 2014 für plausibel. Bei Abschluss der Finanzierungsvereinbarung der Neubaustrecke, im April 2009, wurde mit Rohbaukosten von rund 16,5 Millionen Euro je Kilometer und Röhre für den Albvorlandtunnel gerechnet. Für den gesamten Planfeststellungsabschnitt 2.1 sind, zum Preisstand von 2010, Kosten von 798,7 Millionen Euro veranschlagt.
Der Unternehmer Martin Herrenknecht kritisierte im August 2012, dass ein kostengünstigerer Maschinenvortrieb in der Ausschreibung nicht zugelassen sei. Das Unternehmen Herrenknecht lieferte später die Maschinen.